# Ourches
Ourches település Franciaországban, Drôme megyében. Lakosainak száma 286 fő (2022. január 1.). Ourches La Baume-Cornillane, Gigors-et-Lozeron, Montmeyran, Upie és Vaunaveys-la-Rochette községekkel határos.

## Népesség
A település népességének változása:
| Lakosok száma | 103  | 73   | 145  | 204  | 235  | 247  | 251  | 267  | 273  | 286  |
|               | 1968 | 1982 | 1990 | 2006 | 2013 | 2015 | 2017 | 2019 | 2020 | 2022 |